# Radîvonivka, Velîka Bahacika
Radîvonivka (în ucraineană Радивонівка) este localitatea de reședință a comunei Radîvonivka din raionul Velîka Bahacika, regiunea Poltava, Ucraina.

## Demografie
Componența lingvistică a localității Radîvonivka
     Ucraineană (93,29%)
     Rusă (5,68%)
     Alte limbi (0,84%)
Conform recensământului din 2001, majoritatea populației localității Radîvonivka era vorbitoare de ucraineană (93,29%), existând în minoritate și vorbitori de rusă (5,68%).